# Taishitun
Taishitun (kinesiska: 太师屯, 太师屯镇) är en köping i Kina. Den ligger i stadsdistriket Miyun i Pekings storstadsområde, i den norra delen av landet, omkring 91 kilometer nordost om stadskärnan. Antalet invånare är 27 311. Befolkningen består av 13 580 kvinnor och 13 731 män. Barn under 15 år utgör 12,0 %, vuxna 15-64 år 74 %, och äldre över 65 år 13,0 %.